# Countdown (2019)
Countdown ist ein US-amerikanischer Horrorfilm von Regisseur Justin Dec, der am 25. Oktober 2019 in die US-amerikanischen und am 30. Januar 2020 in die deutschen Kinos kam.

## Handlung
Auf einer Party wird die Teenagerin Courtney dazu gedrängt, sich mit ihren Freunden die App „Countdown“ herunterzuladen. Eine App, die scheinbar voraussagt, wann eine Person stirbt. Zu ihrem Schock sieht Courtney, dass sie nur noch drei Stunden zu leben hat. Nachdem sie es vermeidet, mit ihrem betrunkenen Freund Evan in ein Auto zu steigen, erhält sie eine Benachrichtigung, dass sie gegen die „Nutzungsbedingungen“ verstoßen hat. Als sie nach Hause zurückkehrt, wird sie von einer unsichtbaren Entität angegriffen und getötet, als ihr Timer „Null“ erreicht. Zur gleichen Zeit baut Evan einen Unfall und ein Ast bohrt sich durch den Sitz durch, wo Courtney gesessen hätte.
Quinn Harris, eine Krankenschwester, die in dem Krankenhaus arbeitet, in dem der verletzte Evan aufgenommen wird, wird von ihm über die mysteriöse App und die genaue Voraussage auf Courtneys Tod aufgeklärt. Er gibt auch bekannt, dass er zu dem Zeitpunkt sterben wird, an dem er operiert werden soll. Quinn weist seine Behauptungen zurück, lädt die App aber schließlich herunter. Sie ist entsetzt zu erfahren, dass sie nur noch drei Tage zu leben hat.
Evan überspringt seine Operation und wird informiert, dass er gegen die Nutzungsbedingungen verstoßen hat. Kurz darauf wird er von einer dämonischen Version von Courtney getötet.
Quinn, die gerade von ihrem Kollegen Dr. Sullivan sexuell belästigt wurde, zieht es vor, nicht mit ihrer jüngeren Schwester Jordan und ihrem Vater auszugehen, um zu verhindern, dass sie dort stirbt. Auch sie wird informiert, dass sie gegen die Nutzungsbedingungen verstoßen hat. Sie recherchiert und erfährt etwas über Courtney und, dass ähnliche Dinge mit anderen App-Nutzern passiert sind, sie jedoch als Fälschung angesehen werden.
In Panik kauft sie ein neues Telefon, entdeckt jedoch, dass sich die Countdown-App darauf selbst installiert hat. Nachdem sie von einer dämonischen Figur angegriffen wird, trifft sie auf Matt, dessen Countdown anzeigt, dass er einige Stunden vor Quinn sterben wird. Diese erfährt, dass Dr. Sullivan die Mitarbeiter dazu gebracht hat, zu glauben, sie habe ihn sexuell belästigt. Infolgedessen wird sie suspendiert.
Matt wird währenddessen von der Entität in Form seines verstorbenen Bruders angegriffen. Sie lesen sich die Nutzungsbedingungen durch, die besagen, dass gegen diese verstoßen wird, wenn der Nutzer versucht, sein Schicksal zu ändern: Quinns Reise mit ihrer Familie und Matt, der eine Zugfahrt zu seiner Tante ablehnt, hätten zu ihrem ursprünglichen Tod geführt.
Sie hacken sich in die App und erfahren, dass Jordan kurz vor Quinn sterben wird. Derek, der Telefonverkäufer, der ihnen geholfen hat, sich in die App zu hacken, verlängert alle drei Leben um weitere Jahre.
Quinn wird jedoch vom Dämon angegriffen und die Countdowns kehren zu ihrer ursprünglichen Zeit zurück. John, der Pfarrer identifiziert den Dämon als Ozhin. Er vermutet, dass der Fluch gebrochen werden kann, wenn jemand stirbt, bevor sein Countdown endet. Sie bereiten einen Schutzkreis vor, um sie vor den Angriffen des Ozhin zu schützen, jedoch wird Matt vom Ozhin herausgelockt und getötet.
Jordan wurde verletzt und Quinn erfährt im Krankenhaus, dass Dr. Sullivan bereits mehrere Frauen belästigt hat. Sie weiß, dass Sullivan die App auch besitzt und beschließt, ihn zu töten, um den Fluch zu brechen. Sie wird jedoch vom Ozhin an der Tat gehindert.
Als der Ozhin Jordan töten will, bringt Quinn sich durch eine Überdosis an Drogen selbst um und bricht den Fluch. Da sie Jordan vorher eine Dose mit Naloxon zeigt, konnte sie sie wiederbeleben.
Am Ende erfährt Quinn, dass Dr. Sullivan wegen mehrfacher sexueller Belästigung verhaftet wurde. Sie schaut auf ihr Handy und sieht, wie sich ein Update namens „Countdown 2.0“ installiert.

## Rezeption

### Kritiken
„Ein aus bekannten Motiven des Teenage-Horrorfilms zusammengesetztes Regiedebüt, das durchaus spielerisch und spannend mit den Vorgaben umzugehen weiß. Lediglich im Versuch, Logik oder Kohärenz einzubeziehen, zeigt sich der Film als nicht erfolgreich.“

„Von der konstruierten Prämisse mal abgesehen, ist ‚Countdown‘ ein recht einfallslos zusammengestöpselter Remix der ‚Final Destination‘-Idee für die Smartphone-Generation – gewürzt mit zusätzlichen, ebenfalls nicht sonderlich subtil zusammengeklaubten Elementen aus Vorbildern wie „Ring“, „V/H/S“ oder „Videodrome“.“

### Einspielergebnis
Die weltweiten Einnahmen bei einem Budget von 6,5 Millionen US-Dollar belaufen sich auf 48,2 Millionen US-Dollar. Von diesem gesamten Einnahmen stammen 25,62 Millionen US-Dollar aus dem nordamerikanischen Raum und die restlichen 22,4 Millionen US-Dollar aus Internationalen Einnahmen.